# Єлань (Алапаєвський міський округ)
Єла́нь (рос. Елань) — присілок у складі Алапаєвського міського округу (Верхня Синячиха) Свердловської області.
Населення — 24 особи (2010, 40 у 2002).
Національний склад населення станом на 2002 рік: росіяни — 100 %.